# Die Commitments (Roman)
Die Commitments (Originaltitel: The Commitments) ist der erste Roman des irischen Schriftstellers Roddy Doyle und Bestandteil der Barrytown Trilogy. Erschienen ist er 1987.

## Handlung
Der Roman handelt von dem zwanzigjährigen Jimmy Rabbitte, der Ende der 1980er Jahre mit einigen Freunden die Soul-Band „The Commitments“ gründet und deren Manager wird. (Roddy Doyle sagte später, die Figuren des Romans seien angelehnt an die Jugendlichen, die er als Lehrer unterrichtete. Und der fiktive Ort Barrytown sei in Teilen sein eigener Heimatort Kilbarrack, Co. Dublin.) Beschrieben wird im Roman das Zusammenkommen der Band, ihre ersten schauerlichen Proben, der erste Auftritt, der allmähliche Aufstieg der Band zum „local hero“ und schließlich das Auseinanderbrechen – ausgerechnet an dem Abend, als eine Dubliner Plattenfirma mit einem Plattenvertrag winkt.
Die Liebe zur Soul-Musik, seine mit trockenem Humor hingenommene Erfolglosigkeit bei Mädchen, Bier im Pub und irischer Wortwitz sind Jimmys Markenzeichen. Für ihn ist die Band eine Möglichkeit, mit der Armut und der drohenden Arbeitslosigkeit besser fertigzuwerden. Als es „The Commitments“ schließlich nicht mehr gibt, beschließt Jimmy, von vorne anzufangen. Diesmal will er eine Punk-Band gründen – die Country Music spielt.

## Verfilmung
The Commitments wurde 1991 von Alan Parker verfilmt. Das Drehbuch stammt ebenfalls von Roddy Doyle.

## Musical
2013 wurde im Palace Theatre in London das Musical The Commitments herausgebracht.